# Ottomar Anschütz

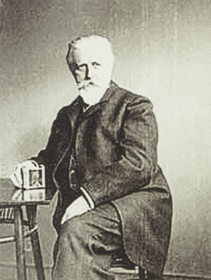
Ottomar Anschütz

Ottomar Anschütz, född 16 maj 1846, död 30 maj 1907, var en tysk fotograf och uppfinnare av den efter honom uppkallade Anschützkameran.
Anschütz fullkomnade ridåslutaren, arbetade för seriefotograferingens, den så kalla de kronofotografiens, utveckling, konstruerade takyskopet, eller "elektriska snabbskådaren", en föregångare till kinematografen.